# Olle Cronsjö
Olle Cronsjö, född 1 december 1899 i Stockholm, död 1972, var en svensk redaktionssekreterare och tecknare och målare
Han var son till målarmästaren Edvard Cronsjö och Anna Matilda Åkerblom samt från 1930 gift med Svea Christina Lewander.
Efter realexamen 1916 studerade Cronsjö vid Tekniska skolan i Stockholm fram till 1921. Från och med 1925 arbetade han som tidningstecknare för bland annat Stockholms-Tidningen, Nya Dagligt Allehanda, Våra nöjen och FiB där han även var redaktionssekreterare. Som illustratör illustrerade han bland annat G Floréns Konsten att diskutera 1937, Björn Hodells Tack för sist gamle skämtare 1947 samt arbeten för Fredrik Ström.
Hans konst förutom teckningar består av småformiga landskapsbilder i akvarell eller gouache. Hans frimärkshobby medförde att han skrev några filatelistiska böcker. Som serieskapare tecknade han humorserierna Jungman Jansson i FiB och Theobald i Vårt Hem.